# Liste der Stolpersteine in Rödelsee

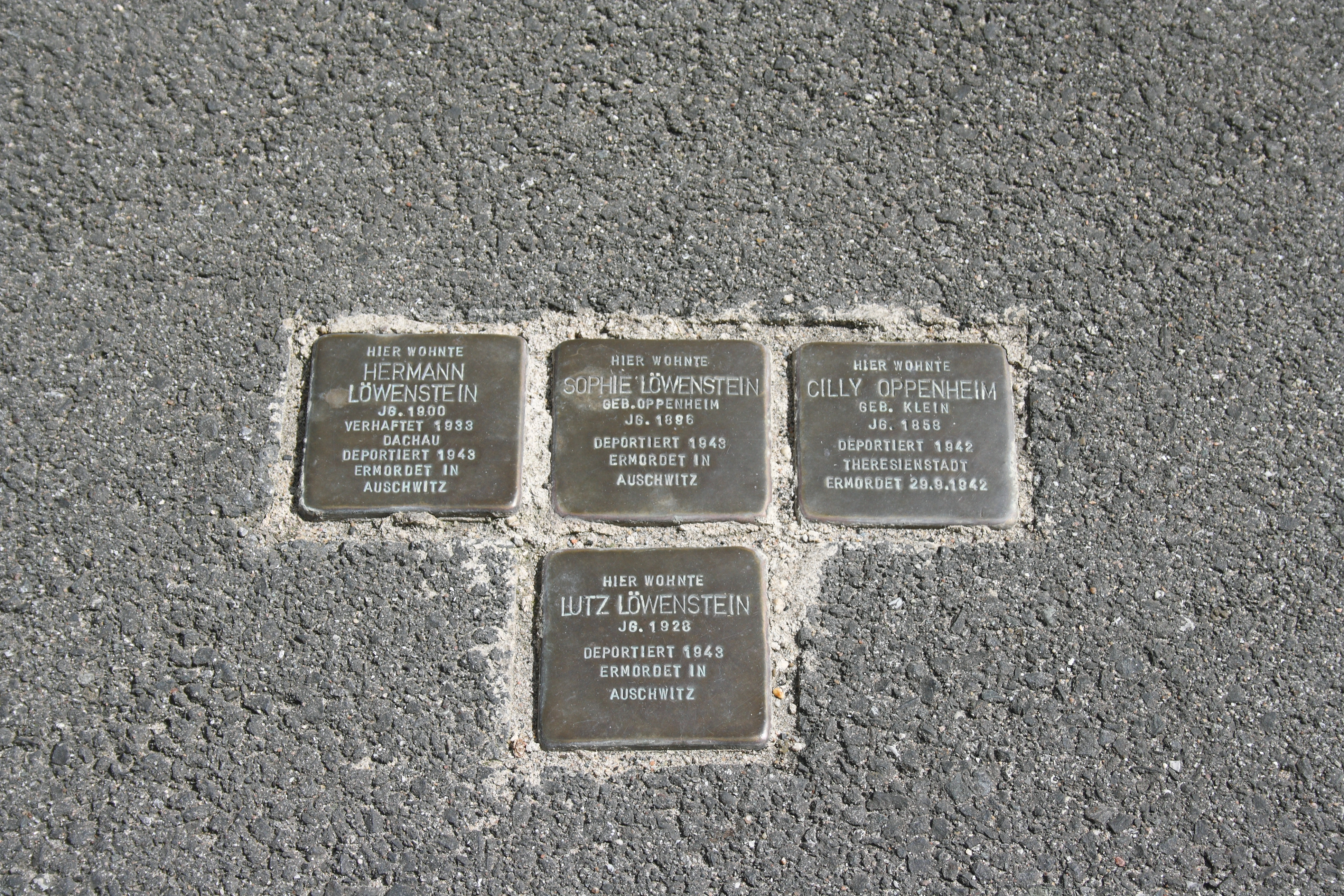
Stolpersteine in Rödelsee

Die Liste der Stolpersteine in Rödelsee enthält die Stolpersteine, die im Rahmen des gleichnamigen Kunstprojekts von Gunter Demnig in der unterfränkischen Gemeinde Rödelsee verlegt wurden. Mit ihnen soll Opfern des Nationalsozialismus gedacht werden, die in Rödelsee lebten und wirkten.
Auf der Oberseite der Betonquader mit zehn Zentimeter Kantenlänge ist eine Messingtafel verankert, die Auskunft über Namen, Geburtsjahr und Schicksal der Personen gibt, derer gedacht werden soll. Die Steine sind in den Bürgersteig vor den ehemaligen Wohnhäusern der Opfer der nationalsozialistischen Gewaltherrschaft eingelassen.

## Verlegte Stolpersteine
Im unterfränkischen Rödelsee wurden vier Stolpersteine an einer Anschrift verlegt.
| Stolperstein | Inschrift                                                                                          | Verlegeort                       | Name, Leben                            |
| ------------ | -------------------------------------------------------------------------------------------------- | -------------------------------- | -------------------------------------- |
|              | HIER WOHNTE HERMANN LÖWENSTEIN JG. 1900 VERHAFET 1933 DACHAU DEPORTIERT 1943 ERMORDET IN AUSCHWITZ | Alte Iphöfer Straße 8 (Standort) | Hermann Löwenstein                     |
|              | HIER WOHNTE LUTZ LÖWENSTEIN JG. 1928 DEPORTIERT 1943 ERMORDET IN AUSCHWITZ                         | Alte Iphöfer Straße 8 (Standort) | Lutz Löwenstein                        |
|              | HIER WOHNTE SOPHIE LÖWENSTEIN GEB. OPPENHEIM JG. 1886 DEPORTIERT 1943 ERMORDET IN AUSCHWITZ        | Alte Iphöfer Straße 8 (Standort) | Sophie Löwenstein                      |
|              | HIER WOHNTE CILLY OPPENHEIM GEB. KLEIN JG. 1858 DEPORTIERT 1942 THERESIENSTADT ERMORDET 29.9.1942  | Alte Iphöfer Straße 8 (Standort) | Cilly Oppenheim Biographische Angaben: |

## Verlegungen
- 12. Februar 2008